# Tetracion antraeum
Tetracion antraeum är en mångfotingart som beskrevs av Hoffman 1956. Tetracion antraeum ingår i släktet Tetracion och familjen Abacionidae. Inga underarter finns listade i Catalogue of Life.